# Wandowo (gromada)
Wandowo (do 31 XII 1958 Krzykosy) – dawna gromada, czyli najmniejsza jednostka podziału terytorialnego Polskiej Rzeczypospolitej Ludowej w latach 1954–1972.
Gromady, z gromadzkimi radami narodowymi (GRN) jako organami władzy najniższego stopnia na wsi, funkcjonowały od reformy reorganizującej administrację wiejską przeprowadzonej jesienią 1954 do momentu ich zniesienia z dniem 1 stycznia 1973, tym samym wypierając organizację gminną w latach 1954–1972
Gromadę Wandowo z siedzibą GRN w Wandowie utworzono 1 stycznia 1959 w powiecie kwidzyńskim w woj. gdańskim przez przeniesienie siedziby gromady Krzykosy z Krzykosów do Wandowa i zmianę nazwy jednostki na gromada Wandowo.
1 stycznia 1972 do gromady Wandowo włączono miejscowości Klecewo, Wilkowo i Trumieje ze zniesionej gromady Czarne Dolne w tymże powiecie.
Gromada przetrwała do końca 1972 roku, czyli do kolejnej reformy gminnej. 1 stycznia 1973 w powiecie kwidzyńskim w woj. gdańskim reaktywowano zniesioną w 1954 roku gminę Wandowo (zniesioną ponownie w 1976).